# Mirny
Mirny (tiếng Nga: Ми́рный, nghĩa hòa bình; tiếng Yakut: Мирнэй) là một thị xã ở Cộng hòa Sakha, Nga, nằm 820 km (510 dặm) về phía tây Yakutsk Irelyakh trên sông (lưu vực Vilyuy). Dân số: 35.994 người (2010 ước tính), 39.981 người (điều tra dân số 2002) 38.793 người (điều tra dân số 1989). Thị trấn được thành lập vào năm 1955 sau khi phát hiện ra một đường ống kimberlite gần đó bởi cuộc thám hiểm do Yuri Khabardin dẫn đầu; nó đã có tư cách thị trấn từ năm 1959.
Thị xã được phục vụ bởi sân bay Mirny.
Có một hố kim cương khổng lồ trong thị xã. 525 m (1.722 ft) sâu và có đường kính 1,25 km (0,78 dặm).
Học viện bách khoa Mirny, một chi nhánh của Đại học bang Sakha (Yakutsk), nằm trong thị xã.